# Al-Buraymi
al-Buraymi (Arabo البريمي), è una città-oasi nella regione di al-Zahira nel nord-est dell'Oman, al confine con gli Emirati Arabi Uniti, tanto da essere confinante con la città di al-ʿAyn.